# Patricia Hodge
Pour les articles homonymes, voir Hodge.
Patricia Hodge est une actrice anglaise, née à Cleethorpes, North East Lincolnshire, en (Angleterre).

## Filmographie

### Cinéma
- 1977 : The Disappearance - Jeune femme
- 1978 : Rosie Dixon - Night Nurse - Sœur Belter
- 1978 : Jacob Two-Two Meets the Hooded Fang - Chœur de la salle d'audience
- 1978 : The Waterloo Bridge Handicap - La commère (court-métrage)
- 1980 : Elephant Man - La mère qui hurle
- 1981 : Charlotte S. - Professeur
- 1981 : Riding High - Miss Hemmings
- 1983 : Trahisons conjugales - Emma
- 1986 : Hud - La femme d'Edward
- 1988 : Meurtre à Hollywood - Christina Alperin
- 1988 : Just Ask for Diamond - Betty Charlady / Brenda von Falkenberg
- 1996 : The Leading Man - Delvene
- 1998 : Jilting Joe - Gwennie
- 1998 : Prague Duet - Olivia Walton
- 2002 : Before You Go - Vi
- 2009 : Jam - Daphne Berrington Grey (court-métrage)
- 2011 : N-Day - Susan Jennings (court-métrage)
- 2011 : Miranda's Pineapple Dance Studios - Penny (court-métrage)
- 2018 : Surviving Christmas with the Relatives - Tante Peggy
- 2020 : Rose Pandemic - Rose (court-métrage)
- 2021 : The Laureate - Amy Graves

### Télévision

#### Séries
- 1973 : Menace - Charmian (1 épisode)
- 1975 : Quiller - Kate (1 épisode)
- 1976 : Softly Softly: Task Force - Chris Stroud (1 épisode)
- 1977 : Jackanory Playhouse - Tisiphone (1 épisode)
- 1978 : Target - Laura Bentley (1 épisode)
- 1978-1992 : Rumpole of the Bailey - Phyllida Erskine-Brown (17 épisodes)
- 1980 : Les Professionnels - Ann Holly (1 épisode)
- 1980-1981 : The Other 'Arf - Sybilla Howarth (6 épisodes)
- 1980-1982 : Holding the Fort - Penny Milburn (20 épisodes)
- 1981-1982 : Nanny - Dorinda Sackville (4 épisodes)
- 1983 : Jemima Shore Investigates - Jemima Shore (12 épisodes)
- 1985 : Time for Murder - Margaret Tutting (1 épisode)
- 1986 : Screen Two - Monica (1 épisode)
- 1986 : Robin of Sherwood - Reine Hadwisa (1 épisode)
- 1986 : Le retour de Sherlock Holmes - Lady Hilda Trelawney Hope (1 épisode)
- 1987 : First Sight - Estelle (1 épisode)
- 1989 : Victoria Wood - Moira (1 épisode)
- 1989 : Inspecteur Morse - Lady Hanbury (1 épisode)
- 1991 : Rich Tea and Sympathy - Julia Merrygrove (6 épisodes)
- 1996 : The Legacy of Reginald Perrin - Geraldine Hackstraw (7 épisodes)
- 2002 : Meurtres en sommeil - Lady Alice Beatty (2 épisodes)
- 2003 : Sweet Medicine - Georgina Sweet (10 épisodes)
- 2006 : Miss Marple - Evadne Willett (1 épisode)
- 2007 : Les Arnaqueurs VIP - Veronica Powell (1 épisode)
- 2009-2015 : Miranda - Penny (20 épisodes)
- 2012 : In Love With... - Clare (1 épisode)
- 2013 : Hercule Poirot - Madame Olivier (1 épisode)
- 2015 : Downton Abbey - Miss Pelham (1 épisode)
- 2019 : Quatre mariages et un enterrement - Augusta Thorpe-Blood (1 épisode)
- 2021 : All Creatures Great and Small - Miss Pumphrey (3 épisodes)
- 2022 : Murder in Provence - Florence Bonnet (3 épisodes)

#### Téléfilms / Mini-séries
- 1975 : The Girls of Slender Means - Anne Baberton
- 1975 : L'Homme que je suis - Professeur de danse
- 1977 : Act of Rape - Jenny
- 1978 : Disraeli - Rosina Bulwer
- 1978 : The One and Only Phyllis Dixey - Maisie
- 1978 : Edward and Mrs Simpson - Lady Diana Cooper
- 1979 : Lieutenant Kije - Princess Sasha
- 1981 : Winston Churchill - Lady Londonderry
- 1984 : Hay Fever - Myra Arundel
- 1985 : Behind Enemy Lines - Elizabeth Beaumont
- 1986 : The Life and Loves of a She-Devil - Mary Fisher
- 1987 : The Death of the Heart - Anna Quayne
- 1988 : Thieves in the Night - Lady Joyce
- 1989 : The Shell Seekers - Olivia
- 1990 : The Heat of the Day - Stella
- 1990 : La Vie secrète de Ian Fleming - Lady Evelyn
- 1992 : The Cloning of Joanna May - Joanna May
- 1996 : The Moonstone - Lady Julia Verinder
- 1999 : The People's Passion - Procula Pilate
- 2002 : The Falklands Play - Margaret Thatcher
- 2007 : Maxwell - Betty Maxwell
- 2012 : Miranda Does Sport Relief - Penny
- 2018 : A Very English Scandal - Ursula Thorpe
- 2020 : Roadkill - Lady Roche

## Voix françaises
- Frédérique Cantrel dans :
  - A Very English Scandal (2018)
  - Quatre mariages et un enterrement (2019)